# Roberto Quiroga
Manuel Martins cuyo nombre artístico era Roberto Quiroga (Avellaneda, 16 de enero de 1911 - ibídem, 1 de febrero de 1965) fue un compositor, cantante de tango, guitarrista y actor argentino de amplia trayectoria.

## Carrera
Debuta como solista en el año 1929 con el nombre artístico de Carlos Martins y, en 1933, forma el dúo Vega-Martins, para después actuar con el seudónimo de Carlos Rainer junto a los hermanos Neira. Como guitarrista, acompañó posteriormente al cantor Agustín Magaldi, quien grabó el vals «El unitario de San Miguel», del cual Martins era autor. También compuso la canción «Te llevo en el alma».
Actuó como solista en diversas emisoras capitalinas y en varios locales de tango. En el año 1940, Osvaldo Pablo Valle lo induce a adoptar como nombre artístico el de Roberto Quiroga y, ese mismo año se incorpora a la orquesta del bandoneonista Ernesto de la Cruz.
En 1941 se incorpora a la orquesta de Julio de Caro, con la que graba «De vuelta al bulín» y «El candombe». En 1942 se une a la Orquesta Típica de Alberto Soifer, con quien graba para RCA Víctor, «Mi Buenos Aires querido» y «Alondras», una composición en arreglo de vals, compuesta por el director del conjunto.
Con un estilo gardeliano, Quiroga, actuó en bares y confiterías, lo que lo llevó a ocupar un lugar central en el programa auspiciado por Jabón Federal que en ese entonces se irradiaba por Radio Belgrano. Durante sus actuaciones como solista cantó preferentemente secundado por guitarras, si bien también lo hizo acompañado por la Orquesta Víctor y por la de Héctor María Artola.
Roberto Quiroga debutó como galán de cine en 1948 con el film El cantor del pueblo junto a Tito Lusiardo, Mario Fortuna, Perla Mux y Herminia Franco, y las orquestas de Domingo Federico, Alfredo De Angelis y Juan D'Arienzo. En dicha película canta los temas «Te odio», «Las margaritas», «Seguí mi consejo», «No me pregunten por qué» y «El sol del 25». En 1949 actuó en las películas Imitaciones peligrosas con Tito Martínez del Box y Carlos Castro, Chela Cordero, Marcelo Ruggero, Dorita Alonso y Délfor, y Otra cosa es con guitarra con Francisco Charmiello, Marcos Zucker y Adriana Alcock.
En radio su carrera fue más vasta ya que trabajó en decenas de programas desde su debut con éxito por Radio Caracas.
En diciembre de 1949 inició una gira por los Estados Unidos, recorriendo varios estados. Luego se traslada al Caribe, después a Venezuela y Colombia donde deja varios registros discográficos con acompañamiento, respectivamente, de orquesta y guitarras.
Roberto Quiroga fue quien por primera vez cantó los versos compuestos por Celedonio Flores del tango «Por qué canto así».
Durante su trayectoria, Roberto Quiroga dejó grabados alrededor de 40 discos en estudios de Argentina, Venezuela y Colombia.

## Fallecimiento
El 1 de febrero de 1965 el cantor Roberto Quiroga cantó por última vez en el ya inexistente bar Lautaro, en el barrio de Flores, cuando sufrió sorpresivamente un derrame cerebral y falleció en la ambulancia que lo trasladaba al hospital Zubizarreta. Quiroga había cumplido 54 años.

## Discografía
- El unitario de San Miguel
- Te llevo en el alma.
- De vuelta al bulín
- El candombe
- Mi Buenos Aires querido
- Alondras
- Por qué canto así
- Aquí hace falta un tango, con letra y música de Teddy Peiró.
- Mano a mano

## Filmografía
- 1949: Imitaciones peligrosas
- 1949: Otra cosa es con guitarra
- 1948: El cantor del pueblo[6]

## Radio
- 1951: Weekend con las estrellas, por Radio Caracas.
- 1950: Glostora Tango Club, por Radio El Mundo.
- 1944: Patios porteños, emitido por Radio Belgrano, dirigido por Martínez del Box, junto con Pedro Tocci, Guillermo Neira y Juan Cambareri.[7]

## Teatro
- 1947: Flor y truco con Quiroga, el mejor cantor en boga, representado en el Teatro Buenos Aires.[8]